# Bones Howe
Dayton Burr „Bones“ Howe (* 1933 Minneapolis, Minnesota, USA) je americký hudební producent a zvukový inženýr. V šedesátých letech spolupracoval se skupinami The 5th Dimension a The Association. Později produkoval několik alb Toma Waitse. Jako zvukový inženýr se podílel například na skladbě „California Dreamin'“ skupiny The Mamas and the Papas.